# Kakaduer
Kakadu betegner en gruppe af papegøjer, som stammer fra øer ud for kysterne af Indonesien og Ny Guinea til Australien. Kakaduen er kendt for sin karakteristiske top på hovedet, som den rejser, når den er vred, på vagt eller bare vil gøre opmærksom på sig selv. Gruppen kan groft sagt opdeles i sort kakadu og den (overvejende) hvide kakadu. Den sorte kakadu er langt mere truet end den hvide og derfor også mere sjælden i fugleopdræt.

## Arter og slægter
Der findes 21 arter fordelt på 7 slægter. I Australien betragtes de som skadedyr, for de spiser af landmændenes marker, og når de kommer i store flokke kan de lave enorme skader. Derfor er mange blevet skudt, og især rosakakaduen har været udryddelsestruet, men den er nu i fremgang.
Der er ikke klarhed over, hvorvidt kakaduer udgør deres egen familie, Cacatuidae, eller de skal inkluderes i papegøjefamilien Psittacidae. Følgende slægter udgør dog gruppen kakadue:
- Slægt: Probosciger
  - Art: Arakakadu (Palmekakadu), Probosciger aterrimus

Sorte kakaduer
- Slægt: Callocephalon
  - Art: Hjelmkakadu, Callocephalon fimbriatum
- Slægt: Nymphicus
  - Art: Nymfeparakit, Nymphicus hollandicus
- Slægt: Calyptorhynchus
  - Art: Rødhalet ravnekakadu, Calyptorhynchus banksii
  - Art: Lille ravnekakadu, Calyptorhynchus lathami
  - Art: Gulhalet ravnekakadu, Calyptorhynchus funereus
  - Art: Smalnæbbet ravnekakadu, Calyptorhynchus latirostris
  - Art: Hvidhalet ravnekakadu, Calyptorhynchus baudinii

Hvide kakaduer
- Slægt: Eolophus
  - Art: Rosakakadu, Eolophus roseicapillus
- Slægt: Lophocroa
  - Art: Inkakakadu, Lophochroa leadbeateri
- Slægt: Cacatua
  - Art: Langnæbbet kakadu, Cacatua tenuirostris
  - Art: Næsekakadu, Cacatua pastinator
  - Art: Nøgenøjet kakadu, Cacatua sanguinea
  - Art: Tanimbarkakadu, Cacatua goffiniana
  - Art: Salomonkakadu, Cacatua ducorpsii
  - Art: Filippinsk kakadu, Cacatua haematuropygia
  - Art: Lille gultoppet kakadu, Cacatua sulphurea
  - Art: Stor gultoppet kakadu, Cacatua galerita
  - Art: Brillekakadu, Cacatua ophthalmica
  - Art: Hvidtoppet kakadu, Cacatua alba
  - Art: Molukkakadu, Cacatua moluccensis

## Adfærd
Kakaduer er flotte og intelligente fugle, men som kæledyr kan de dog have tendens til at blive meget klæbende og uselvstændige og kan også være meget larmende. Derfor ender mange tamme fugle som såkaldte "vandrepokaler", dvs. at de går fra ejer til ejer. Fuglene kan desuden være meget destruktive, og det er derfor nødvendigt at have et meget solidt bur til dem. Ved opdræt kan det være problematisk at få to fugle til at enes. Det er ikke ualmindeligt for et par at leve i harmoni indtil starten af ynglesæsonen, hvor hannen vil vende sig mod sin mage og angribe hende og måske endda dræbe hende. Et såkaldt hustrudrab.

## Etymologi
Ordet kakadu stammer fra malajisk. På dansk kaldes fuglen under tiden fejlagtigt “kakadue” . En kakadu er dog ikke en due.